# Гонсало Тельєс
Гонсало Тельєс (ісп. Gonzalo Téllez; помер між 915 і 929 роками) — граф Лантарону (897—912), граф Сересо (897—913) і граф Кастилії.

## Життєпис
Був сином графа Тельйо Арронсеса, який згадується в документах другої половини IX століття. Перша згадка про самого Гонсало належить до 18 листопада 897 року, коли його було названо графом Лантарону в хартії короля Астурії Альфонсо III Великого. Імовірно, раніше того ж року Гонсало отримав від монарха фортеці Лантарон, Сересо і Панкорбо, що розташовувались у східній частині Кастильського графства й були покликані захищати землі Астурійського королівства від набігів мусульман. Про особисту участь графа Гонсало Тельєса в Реконкісті наприкінці IX — початку X століть нічого не відомо, хоч історичні джерела повідомляють про кілька військових сутичок, що відбувались біля кордонів Кастилії між маврами на чолі з ватажками муваладської родини Бану Касі Мухаммадом I ібн Луббом і його сином Луббом II ібн Мухаммадом й астурійцями.
В одній з хартій, датованих 1 вересня 903 року, Гонсало Тельєс названий правителем Кастилії. Про обставини отримання ним графства нічого не відомо, а його попередник, Муньйо Нуньєс, уже невдовзі зміг повернути собі контроль над Кастильським графством.
912 року три графи — Муньйо Нуньєс, Гонсало Тельєс і Гонсало Фернандес, скориставшись заворушеннями, що почались у Кордовському еміраті після сходження на престол Абд Ар-Рахмана III, здійснили широкомасштабний наступ на прикордонні з Кастилією землі мусульман, захопивши та заселивши християнами кілька міст. У тому числі, аннали повідомляють про заселення графом Гонсало Осми. Того ж року граф Лантарону разом з Гонсало Фернандесом заснував монастир Сан-Педро-де-Арланса, що у подальшому став одним з найбагатших і найвідоміших монастирів Кастилії. Також Гонсало Тельєса вважають засновником міста Вільягонсало-Педерналес, що вперше згадується в документі, датованому 24 вересня 902 року.
Як припускають, до 912 року також відноситься і втрата Гонсало Тельєсом свого головного володіння — Лантарону. Востаннє він згадувався як його правитель в хартії від 13 травня 911 року, однак у документі, датованому 28 березня 913 року, графом Лантарону вже був названий Фернандо Діас. Після того резиденція Гонсало Тельєса була перенесена до Сересо, графом якого він був названий в хартії, наданій королем Леону Гарсією I 25 жовтня 913 року. Втім, імовірно, вже того року, він втратив і те володіння, так само як і Лантарон передане Фернандо Діасу. Історичні джерела нічого не повідомляють про обставини тих подій, втім історики припускають, що позбавлення графа Гонсало володінь було пов'язано з його можливим конфліктом з королем Гарсією I. У більш пізніх документах Гонсало Тельєс уже згадувався без зазначення графського титулу.
Дата смерті Гонсало Тельєса не відома: востаннє він був згаданий у хартії, датованій 25 лютого 915 року, а в документі від 929 року про нього повідомлялось вже як про такого, що помер.

## Родина
Граф Гонсало Тельєс був одружений (не пізніше 902 року) на Фламулі (Ламбре) (пом. після 24 листопада 929). Від того шлюбу народились:
- Гутьєрре Гонсалес (пом., можливо, 24 вересня 902 чи 25 жовтня 913)
- Ансур Гонсалес (пом. до 23 травня 932)
- Муньйо (Нуньйо) Гонсалес (згадується 1 травня 932).